# Hvadzsong állomás
Hvadzsong (Hwajeong) állomás a szöuli metró 3-as vonalának állomása Kjonggi (Gyeonggi) tartomány Kojang (Goyang) városában.

## Viszonylatok
| 3-as vonal                         | 3-as vonal             | 3-as vonal                          |
| ---------------------------------- | ---------------------- | ----------------------------------- |
| Tegok (Daegok) Tehva (Daehwa) felé | Ilszan (Ilsan) szakasz | Vondang (Wondang) Ogum (Ogeum) felé |